# Presencio
Presencio es un municipio de la provincia de Burgos (España), situado 26 km al sur de la capital,  en la carretera provincial Burgos-Roa. Posee una extensión de 35,07 km² y cuenta con unos doscientos habitantes. Pertenece al Partido Judicial de Lerma. El río que transcurre por sus pagos es el Cogollos.
Las localidades más cercanas son Mazuela, Ciadoncha, Revenga y Arenillas de Muñó.

## Historia
Con toda probabilidad Presencio nace en los albores de la Reconquista. Consta en documentos y legajos que Presencio, en el Campo de Muñó dentro del Condado de Castilla, existía en el siglo X. El tiempo y las buenas tierras aumentaron su importancia, formándose pronto un importante núcleo de población.
Probablemente a finales del siglo XIV se une Presencio a las behetrías (villas libres de los abusos reales, a cambio de entregarse en manos de un señor protector). Pero los privilegios reales también cayeron sobre las behetrías. Presencio conserva un documento del rey Juan II de Castilla, otorgándole ciertas prebendas y gracias. Por pertenecer a behetría esta villa no tiene escudos de nobles en sus edificios, ya que en las behetrías ningún noble podía ser vecino para que no llegara a ser terrateniente. Ni siquiera podía pernoctar: de ahí nace la necesidad de defender al núcleo urbano con una fortificación o muralla, de lo que en la actualidad únicamente se conserva la entrada principal.
Los despoblados de Sant Millan de Perros y Villa Ferretea se encuentran en su término.
En tiempos de León X (1513-1521), Papa de los artistas y de Lutero, se dan a Presencio bulas especiales anexionando pueblos que quedan vacíos. En esta época se anexionaron  Villa Çisla y Asturianos, como da fe un pergamino, que se conserva en el archivo parroquial.
En 1778 el duque de Medinaceli poseía el señorío de Presencio. Hoy se sigue recordando al duque en una de las calles que lleva su nombre.
En 1840 el pueblo tiene 180 casas, 138 vecinos y 551 habitantes. La Iglesia está servida por cinco curas beneficiados, un organista y un sacristán.
Y el censo poblacional más alto en la historia de Presencio se encuentra en el año 1910, cuando se llegan a contar 725 habitantes. Desde entonces la curva poblacional es descendente y el futuro no se adivina más concurrido.

## Demografía
Presencio cuenta con una población de 208 habitantes (INE 2024).
| Gráfica de evolución demográfica de Presencio entre 1842 y 2021                                                       |
| |
| Población de derecho según los censos de población del INE. Población de hecho según los censos de población del INE. |

## Economía

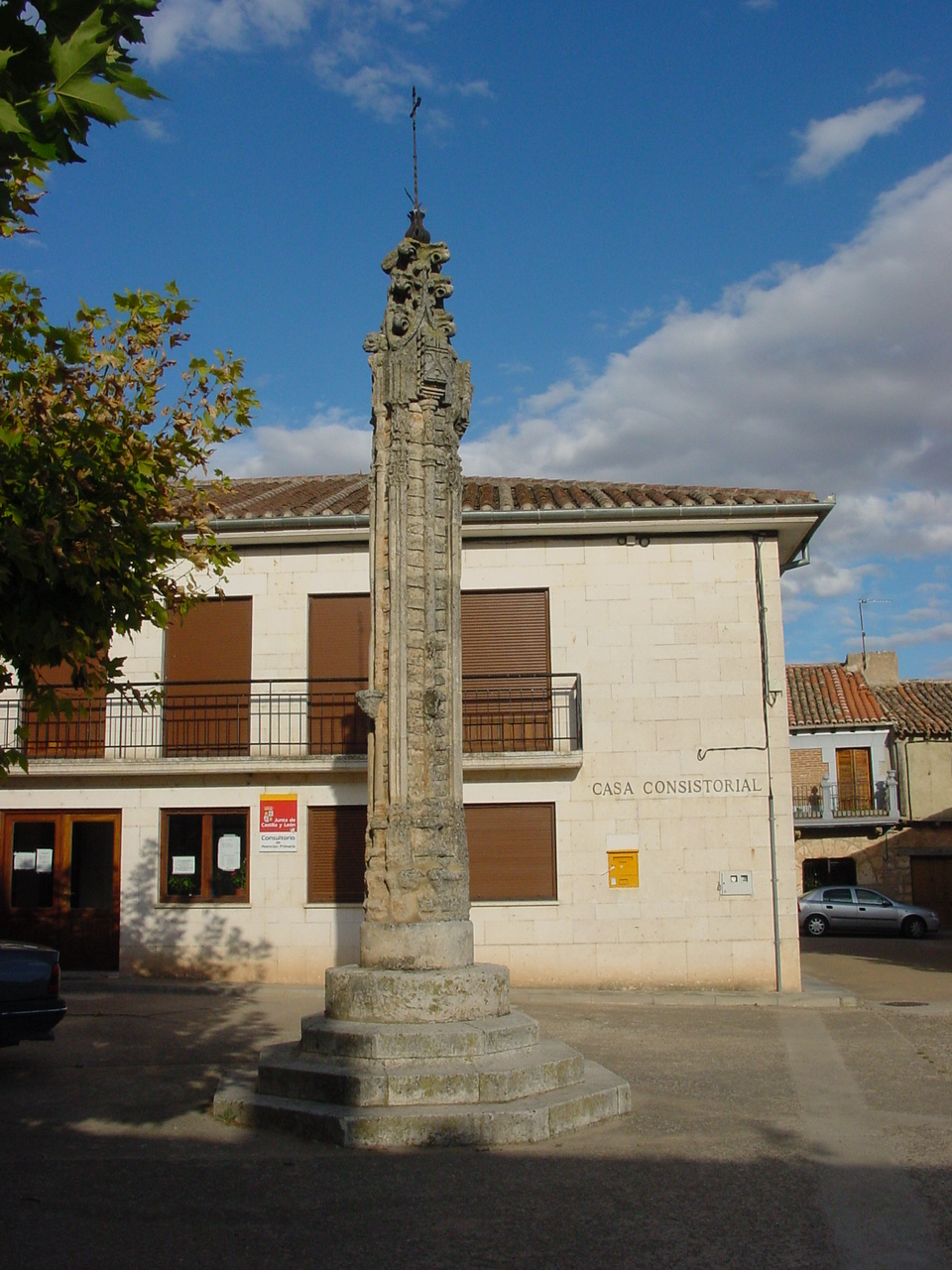
Casa consistorial

El medio de vida de las gentes de Presencio es el cultivo del cereal, compaginado con algo de ganadería, concretamente el ovino, la cerda y el género aviar. La vid fue abundante hasta hace escasas décadas para así cumplir el refrán de que “con pan y vino se anda el camino”. Hoy son escasos los majuelos o viñas.
La edad de sus aproximadamente doscientos habitantes es elevada, como ocurre con la mayoría de los núcleos castellanos no industriales. Abundan las casas en las que habita una sola persona mayor. La emigración iniciada en la década de los 60 sigue barriendo el personal hacia puntos más halagüeños y productivos.
El futuro se presenta aún más negro para el mañana si tenemos en cuenta que hoy no existe el número suficiente de niños para mantener abierta la Escuela de estudios primarios. Estos pocos alumnos acuden diariamente a Santa María del Campo y a Lerma los de Secundaria (ESO).
Podemos decir que este pueblo, como otros tantos, está llamado a ser lugar de trabajo agrícola para pocas familias y de residencia vacacional para otras tantas. Pero a corto plazo no podemos hablar de la desaparición total del pueblo, entre otras razones gracias a su relativa corta distancia de la ciudad.
| Evolución demográfica del municipio entre 1991 y 2011 | Evolución demográfica del municipio entre 1991 y 2011 | Evolución demográfica del municipio entre 1991 y 2011 | Evolución demográfica del municipio entre 1991 y 2011 | Evolución demográfica del municipio entre 1991 y 2011 |
| ----------------------------------------------------- | ----------------------------------------------------- | ----------------------------------------------------- | ----------------------------------------------------- | ----------------------------------------------------- |
| 2011                                                  | 2004                                                  | 2001                                                  | 1996                                                  | 1991                                                  |
| 191                                                   | 238                                                   | 281                                                   | 286                                                   | 331                                                   |

## Patrimonio
El pasado está cargado de historia, del que hablan hasta sus piedras. El arte religioso se concentra en sus ermitas e iglesia.

### Iglesia de San Andrés (Presencio)

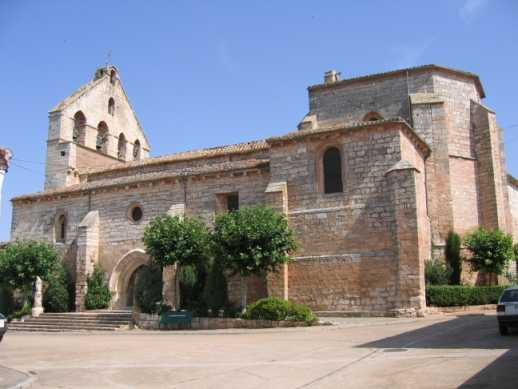
Iglesia de San Andrés
Fachada principal
Vista lejana.

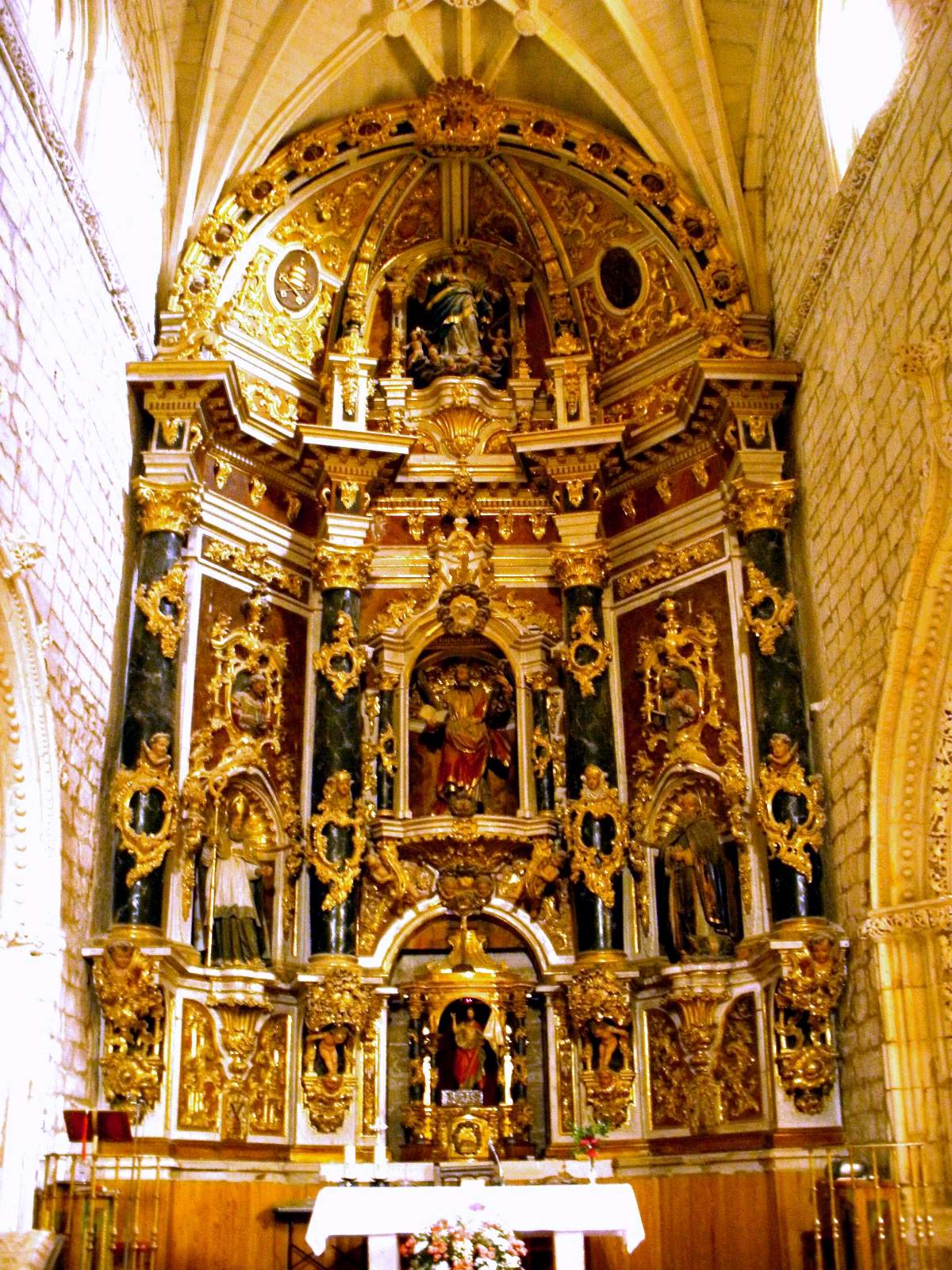
Retablo mayor de San Andrés

Esta es de estilo renacentista del siglo XVI y está declarada Bien de Interés Cultural (BIC), perteneciendo la obligación de su conservación a la Junta de Castilla y León. 
La iglesia está dedicada al Apóstol San Andrés. En el exterior, sobre el ábside, hay una imagen de San Andrés crucificado en la cruz de aspas.
Es muy notable la ancha espadaña con cuatro grandes campanas. Está coronada por un campanillo y en lo más alto por una veleta.
Guarda excelentes joyas, entre las que apuntamos una soberbia cruz y custodia de plata de estilo burgalés, ambas de perfección inigualables. Se consideran como piezas de orfebrería entre las mejores de la provincia. Hay además varios relieves y tallas policromadas, así como tablas de pintura religiosa de la llamada escuela hispanoflamenca atribuibles al burgalés Juan Sánchez. No ha de olvidarse la reja de probable origen románico que adorna la puerta principal, una de las pocas conservadas en toda España.

### Ermitas

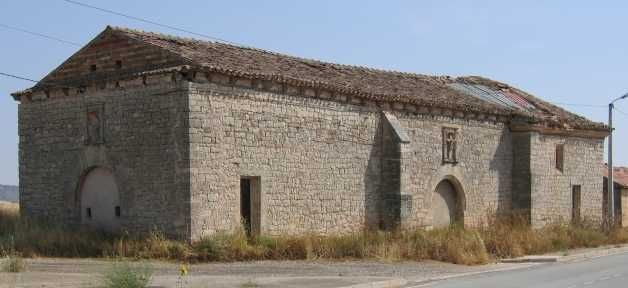
Ermita de la Veracruz - Relieve 1 - Relieve 2

De las varias ermitas que existieron en sus pagos, actualmente se conserva —en un lamentable mal estado— la de la Vera Cruz, que conserva dos relieves pétreos en su exterior que datan del siglo XVII. 
Pero la más interesante es la ermita de Villacisla (antiguo poblado anexionado a Presencio a finales de la Edad Media). Posee en su interior un interesante ábside con columnas, capiteles y arcada, y en el exterior un pórtico y otras huellas de connotaciones románicas. La imagen de Nuestra Señora de Villacisla es valiosa por su hechura bien tallada y admirada por los devotos y cientos de cofrades que componen la Cofradía encargada de conservarla y venerarla. Dicha Cofradía y todo el pueblo fiel celebra dos veces al año a esta venerada imagen. Una es en mayo; a principios del mes se celebra en Presencio una novena y el último domingo se sube en procesión a la ermita, recorriendo a pie y entre cánticos los seis kilómetros aproximados que distan entre pueblo y ermita. La otra fiesta romería es el 8 de septiembre o fin de semana más cercano. Esta se hace con masiva concurrencia de romeros de Presencio y pueblos que circundan a esta ermita de Villacisla.

### Arquitectura civil

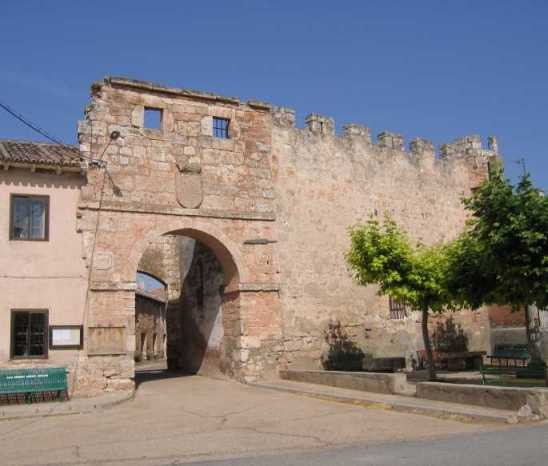
Restos de la muralla

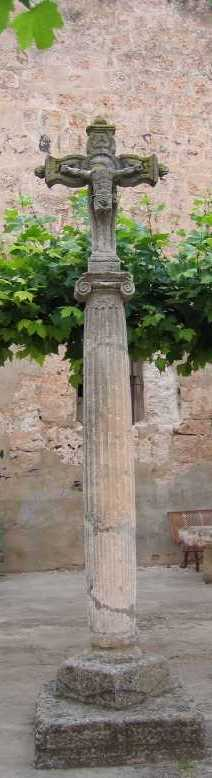
Crucero junto al arco

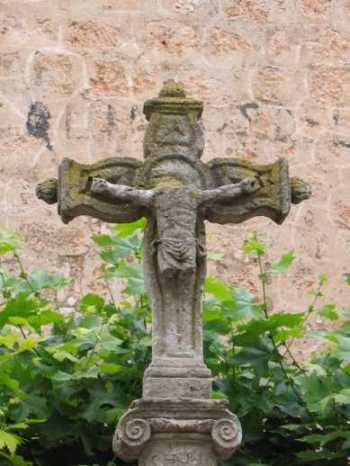
Detalle del crucero

Ya hemos hablado de la antigua muralla que rodeaba al pueblo y de la que hoy sólo queda el arco, convertido hoy en lugar de encuentro. Junto al arco se encuentra un elemento de arte religioso del que no hemos hablado, un crucero románico situado originalmente en la ermita de la Vera Cruz.
Otro elemento de arquitectura civil es una casa de la plaza del rollo en la que la tradición lógica sitúa la estancia de Doña Juana la Loca, propietaria del Reino de Castilla, cuando, teniendo el cadáver de su esposo (Felipe el Hermoso) en Santa María del Campo (septiembre de 1507), venía a encargar funerales a los numerosos beneficiados de esta Parroquia de San Andrés de Presencio.
El rollo gótico de la Plaza, con el escudo de la Casa de Austria y la picota en el paraje de las bodegas son símbolos de la jurisdicción civil y criminal que poseía Presencio, tal vez concedidos por Felipe II, ya que fue uno de los lugares señalados por el rey para asentamiento de los náufragos de la Armada Invencible.